# Babs (strip)
Babs is een Belgische stripreeks die begonnen is in 1991 met Didier Chardez (Julos Didgé) (Bloody) als schrijver en tekenaar.

## Albums
| Nummer | Titel          | Uitgever   | schrijver                             | tekenaar                              |
| ------ | -------------- | ---------- | ------------------------------------- | ------------------------------------- |
| 1      | Het geineiland | Le Lombard | Didier Chardez (Julos Didgé) (Bloody) | Didier Chardez (Julos Didgé) (Bloody) |